# Міодраг Сібінович
Міодраг Сібінович (*6 вересня 1937, Заєчар) — сербський славіст та перекладач української поезії на сербську мову. Перекладав також з білоруської, болгарської, чеської та російської мов.

## Біографія
Навчався та захистив дисертацію в Белградському університеті. Дисертація була присвячені дослідженню Лермонтова. Два роки викладав сербську мову в Московському державному університеті. Викладав в університетах Белграду, Нового Саду, Скоп'є та Приштини. 1998 року в знак протесту проти нового закону про вищу освіту в Сербії вийшов на передчасну пенсію.

## Переклади з української
Разом з Людмилою Попович упорядник та перекладач антології української поезії XVI-XX століть «Наперекір вітрам». Один із перекладачів сербського видання «Кобзара» Шевченка (2006). Переклав також твори наступних авторів: Іван Франко, Ліна Костенко, Іван Драч, Василь Стус, Юрій Завгородній, Василь Голобородько, Віктор Кордун, Григорій Чубай, Юрко Позаяк, Іван Малкович, Іван Лучук, Назар Гончар, Назар Федорак.
Книги перекладів
- 2001 — поетична антологія «Pesme o ljubavi: ukrajinski pesnici»
- 2003 — Віктор Кордун «Песме» («Сонцестояння»)

## Нагороди
- 2004 — Премія імені Івана Франка (НСПУ)
- 1997 — Почесний доктор Московського державного університету